# Matoba
matoba（まとば）は、日本の漫画家。

## 作品リスト
- 『ほしのこ!』スクウェア・エニックス〈ガンガンコミックスONLINE〉全3巻（『ガンガンONLINE』2010年2月4日 - 2011年6月2日）
- 『さえずり少女、しんしん鎌倉』芳文社〈まんがタイムコミックス〉全1巻（『まんがホーム』2011年12月号 - 2013年5月号）
- 『魔女の心臓』スクウェア・エニックス〈ガンガンコミックスONLINE〉全8巻（『ガンガンONLINE』2012年3月1日 - 2016年1月7日）
- 『ベルゼブブ嬢のお気に召すまま。』スクウェア・エニックス〈ガンガンコミックス〉全12巻（『月刊少年ガンガン』2015年8月号 - 2020年6月号）
- 『ワンルーム、日当たり普通、天使つき。』スクウェア・エニックス〈ガンガンコミックス〉全8巻（『月刊少年ガンガン』2020年10月号[1] - 2025年4月号[2]）